# Alyson Reed
Alyson Reed (født 11. januar 1958) er en amerikansk danser og skuespiller. Hun er blandt andet kendt fra filmene "High School Musical" og "High School Musical 2", hvor hun spiller lærerinden på East High. I filmene er hun lidt skrap og interesserer sig meget for musicals, og det er også hende, der står for opsætningen af de forskellige musicals. Men for hver film, bliver hun gladere og gladere.

## Filmografi
ID = Ikke i Danmark
- A Chorus Line (1985) – Cassie
- Skin Deep (1989) – Alexandra 'Alex' Hutton
- Manhattan Merengue! (1995) – Susan Kelly ID
- High School Musical (2006) – Frk. Darbus
- High School Musical 2 (2007) – Frk. Darbus
- High School Musical 3 (2008) – Frk. Darbus

### Tv-serier
- Matlock, afsnit 85 (1990) – Chrissie Dubin
- WIOU, afsnit 4, 8 (1990) – Kriminalkommisær Beekler ID
- L.A. Law, afsnit 94 (1991) ID
- Law & Order, afsnit 103 (1995) – Retsmediciner Heather Coyle
- Frasier, afsnit 43 (1995) – Cindy Carruthers
- Murder, She wrote, afsnit 240 (1995) – Wendy Maitlin
- Murphy Brown, afsnit 197 (1996) – Tjener
- Sisters, afsnit 120 (1996) – Virginia Sprague ID
- High Incident, afsnit 24 (1997) ID
- Moloney, afsnit 13 (1997) ID
- Over the Top, afsnit 2 (1997) – Dot Chandler ID
- The Gregory Hines Show, afsnit 11 (1998) – Candice Guy ID
- The Magnificent Seven, afsnit 6 (1998) – Emma Dubonnet ID
- Interne Affærer, afsnit 72 (1999) – Fran Glass
- Party of Five, afsnit 32-34, 69-71, 95-96, 110 (1995-1999) – Fru Reeves
- The X-Files, afsnit 150 (1999) – Maggie Lupone
- Chicago Hope, afsnit 41, 138 (1999-2000) – Misty Moss
- Amys ret, afsnit 34 (2001) – Dr. Catherine McCrae
- Popular, afsnit 40 (2001) – Streng kvindelig dommer ID
- Felicity, afsnit 74 (2002) – Dramalærer
- Providence, afsnit 73, 75-76, 79 (2002) – Lenore Decker
- MDs, afsnit 4 (2002) – Stevie
- The Agency, afsnit 2, 13, 15, 23, 30 (2001-2002) – Fru Turnball ID
- Nip/Tuck, afsnit 8 (2003) – Kate Fitzgerald
- CSI: Crime Scene Investigation, afsnit 75 (2003) – Tjeneren Doris
- Skadestuen, afsnit 211 (2003) – Ginny
- Without a Trace, afsnit 33 (2003) – Miriam Kazda
- George Lopez, afsnit 41 (2004) – Fru Reynolds
- It's all Relative, afsnit 13 (2004) – Jannine
- The Division, afsnit 69 (2004) – Fru Jordan
- NYPD Blue, afsnit 251 (2004) – Kathleen Halloran
- Boston Legal, afsnit 12 (2005) – Roberta Turner
- Numb3rs, afsnit 4 (2005) – Eva Salton
- Crossing Jordan, afsnit 73 (2005) – Sygeplejersken Gail
- Jake in Progress, afsnit 8 (2005) – Rejsende agent
- Higglybys Helte, afsnit 28 (2005) – (stemme) Zooarbejder helt
- Journeyman, afsnit 6, 11 (2007) – Nancy Stokes ID
- Eli Stone, afsnit 4 (2007) – Dommer Brenda McCarthy